# Chloe Birch

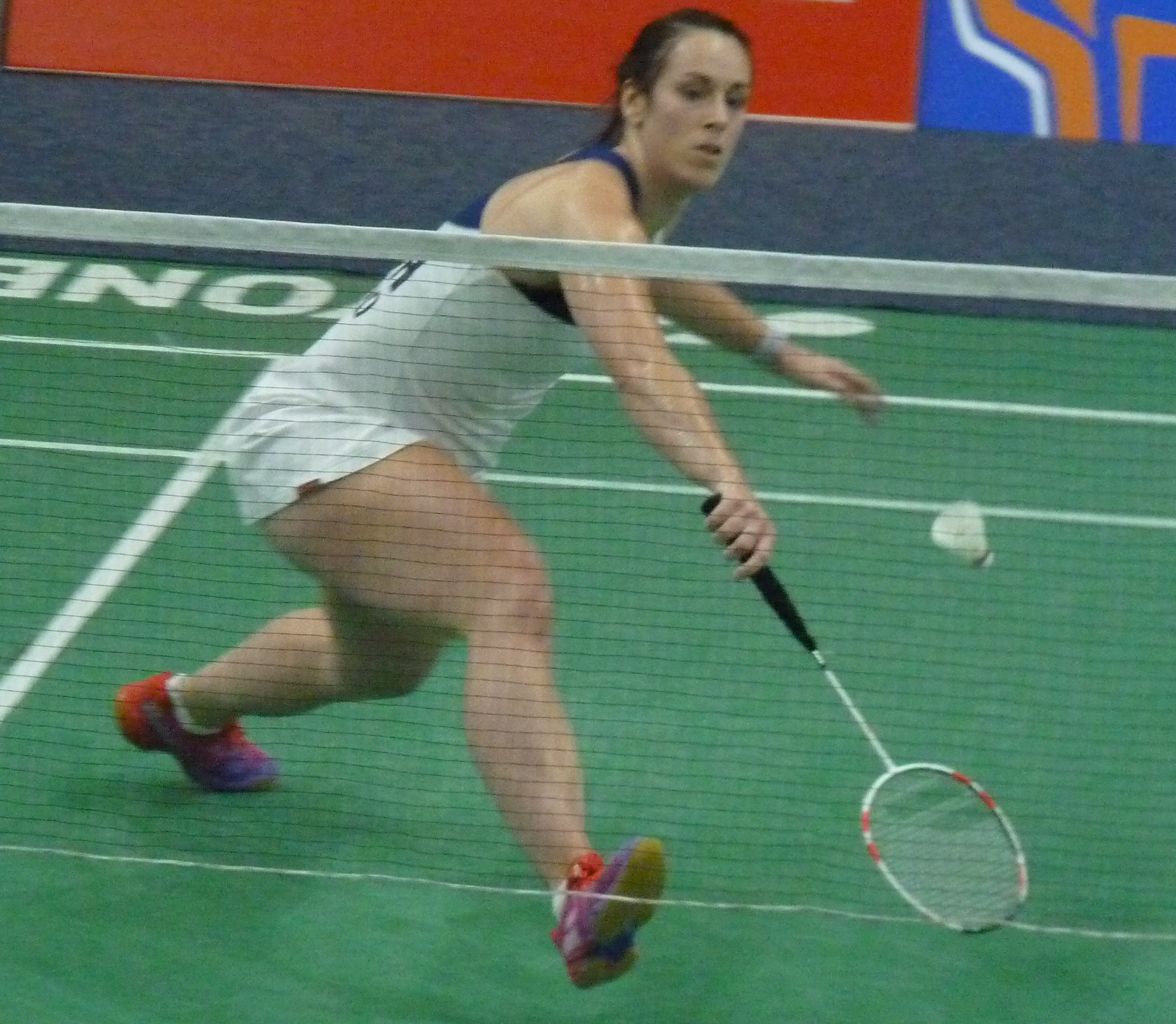
Chloe Birch

Chloe Francesca Hannah Birch (* 16. September 1995 in Preston, verheiratete Chloe Coney) ist eine englische Badmintonspielerin.

## Karriere
Chloe Birch gewann die Romanian International 2015, die Slovenia International 2016, die Dutch International 2016 und die Czech Open 2018. 2019 siegte sie bei den Azerbaijan International und den French International. 2021 qualifizierte sie sich für die Olympischen Sommerspiele des gleichen Jahres.

## Sportliche Erfolge
| Saison | Veranstaltung                            | Disziplin | Platz | Name                         |
| ------ | ---------------------------------------- | --------- | ----- | ---------------------------- |
| 2012   | Danish Junior Cup 2012                   | WD        | 2     | Chloe Birch / Holly Smith    |
| 2012   | Englische Juniorenmeisterschaft U19 2012 | WS        | 1     | Chloe Birch                  |
| 2012   | Belgian Junior International 2012        | WD        | 2     | Chloe Birch / Holly Smith    |
| 2013   | Englische Juniorenmeisterschaft U19 2013 | WS        | 1     | Chloe Birch                  |
| 2013   | Englische Juniorenmeisterschaft U19 2013 | WD        | 1     | Chloe Birch / Holly Smith    |
| 2015   | Slovenia International 2015              | WS        | 3     | Chloe Birch                  |
| 2015   | Slovenia International 2015              | WD        | 2     | Chloe Birch / Jenny Wallwork |
| 2015   | Scottish Open 2015                       | WD        | 3     | Chloe Birch / Jenny Wallwork |
| 2015   | Englische Meisterschaft 2015             | WS        | 3     | Chloe Birch                  |
| 2015   | Romania International 2015               | WS        | 2     | Chloe Birch                  |
| 2015   | Romania International 2015               | WD        | 1     | Chloe Birch / Jenny Wallwork |
| 2015   | Hungarian International 2015             | WS        | 2     | Chloe Birch                  |
| 2016   | Belgian International 2016               | WD        | 1     | Chloe Birch / Lauren Smith   |
| 2016   | Englische Meisterschaft 2016             | WD        | 3     | Chloe Birch / Jenny Wallwork |
| 2016   | Dutch International 2016                 | WD        | 1     | Chloe Birch / Sophie Brown   |
| 2016   | Englische Meisterschaft 2016             | WS        | 2     | Chloe Birch                  |
| 2016   | Portugal International 2016              | WS        | 2     | Chloe Birch                  |
| 2016   | Slovenia International 2016              | WD        | 1     | Chloe Birch / Sarah Walker   |
| 2016   | Slovenia International 2016              | WS        | 3     | Chloe Birch                  |
| 2016   | Portugal International 2016              | WD        | 2     | Chloe Birch / Sarah Walker   |
| 2017   | Englische Meisterschaft 2017             | WD        | 2     | Chloe Birch / Jessica Pugh   |
| 2017   | Englische Meisterschaft 2017             | WS        | 1     | Chloe Birch                  |
| 2017   | Juniorenweltmeisterschaft 2017           | WS        | 33    | Chloe Birch                  |
| 2018   | Czech International 2018                 | WD        | 1     | Chloe Birch / Lauren Smith   |
| 2018   | All England 2018                         | WD        | 17    | Chloe Birch / Jessica Pugh   |
| 2018   | Englische Meisterschaft 2018             | WS        | 1     | Chloe Birch                  |
| 2018   | Juniorenweltmeisterschaft 2018           | WS        | 17    | Chloe Birch                  |
| 2018   | Commonwealth Games 2018                  | WS        | 9     | Chloe Birch                  |
| 2019   | Englische Meisterschaft 2019             | WS        | 1     | Chloe Birch                  |
| 2019   | Englische Meisterschaft 2019             | WD        | 1     | Chloe Birch / Lauren Smith   |
| 2019   | Europaspiele 2019                        | WD        | 2     | Chloe Birch / Lauren Smith   |
| 2019   | Denmark International 2019               | WD        | 2     | Chloe Birch / Lauren Smith   |
| 2019   | French International 2019                | WD        | 1     | Chloe Birch / Lauren Smith   |
| 2019   | Azerbaijan International 2019            | WD        | 1     | Chloe Birch / Lauren Smith   |
| 2019   | All England 2019                         | WD        | 17    | Chloe Birch / Lauren Smith   |
| 2020   | All England 2020                         | WD        | 9     | Chloe Birch / Lauren Smith   |
| 2021   | All England 2021                         | WD        | 5     | Chloe Birch / Lauren Smith   |